# Samuel Vimaire
 (juillet 2023).
Si vous disposez d'ouvrages ou d'articles de référence ou si vous connaissez des sites web de qualité traitant du thème abordé ici, merci de compléter l'article en donnant les références utiles à sa vérifiabilité et en les liant à la section « Notes et références ».
Samuel Vimaire est un personnage du Disque-monde, présent notamment dans la série du guet des Annales du Disque-monde.
Il est lors de sa première apparition dans l'album  Au guet ! le capitaine du guet municipal de nuit d'Ankh-Morpork. Par la suite il est promu commissaire divisionnaire (Le Guet des orfèvres), duc d'Ankh (Va-t-en-guerre) et ambassadeur d'Ankh-Morpork (Le Cinquième Éléphant).
Mis à part la balafre dont il écope lors de son retour dans le passé (Ronde de nuit), aucune description physique n'est donnée de lui, mais Terry Pratchett indique dans L'art du Disque-monde qu'il a toujours imaginé Vimaire comme physiquement proche de l'acteur Pete Postlethwaite, bien que Paul Kidby lui donne des traits proches de Clint Eastwood. Samuel Vimaire aurait exactement 46 ans lors de Ronde de nuit et 47 ans dans Jeu de nains.
Présenté au début de Au Guet !, à la manière des privés dans les films noirs, comme un policier alcoolique et désabusé, qui ne se serait engagé dans le guet qu'à la suite d'une déception sentimentale, il devient au fil des romans un membre respecté d'une aristocratie qu'il abhorre. Le développement du guet, au départ simple reliquat de quelques membres, déconsidéré et obsolète, comme police moderne et efficace sous son commandement est l'une des évolutions majeures des Annales du Disque-monde.

## Biographie
Samuel Vimaire, fils de Thomas Vimaire et petit-fils de Gwillaume Vimaire, est né rue Coquebec, la rue la plus pauvre d'Ankh-Morpork, mais où les habitants tiennent en dépit de leur misère à « avoir des valeurs ». Il a passé son enfance dans le quartier des Ombres, avec sa mère, où il a connu Lupine Wonse, le futur ambitieux secrétaire du patricien. Il est issu d'une ancienne famille aristocratique ayant donné de nombreux agents du guet mais tombée en disgrâce depuis que son ascendant, le vieux Vimaire Supporte-pas-l'Injustice dit « Face-de-marbre », commissaire divisionnaire en 1688 fit juger et décapita de ses propres mains le dernier roi d'Ankh-Morpork. Bien que de l'avis général le roi fut un fou sanguinaire ayant un goût prononcé pour les jeunes enfants et les chambres de tortures, il était « tout de même un roi » et la famille Vimaire fut reconnue coupable de régicide, son blason détruit et interdit, ses terres confisquées et sa maison rasée. La réhabilitation de la mémoire du vieux « Face-de-Marbre » sera par la suite une carotte qu'utilisera le patricien Havelock Vétérini pour amadouer Samuel Vimaire.
Il entre au poste de guet de nuit de la rue de la Mélassière à seize ans, prétendument à la suite d'une déception amoureuse, mais plus certainement sur les conseils d'un camarade afin de rapporter quelques piastres à sa mère. Au poste de guet, commandé par le capitaine Tilden, militaire à la retraite, il participera à l'émeute dite « République de la rue de la Mélassière » dirigée contre le patricien fou Remontoir par le sergent d'armes Jean Quille, officier qui avait appris à Samuel Vimaire tout le nécessaire pour devenir un bon policier. Cependant, à la suite du voyage dans le passé de Samuel Vimaire et du psychopathe Carcer dans Ronde de Nuit, le Samuel Vimaire contemporain a dû remplacer Jean Quille, tué dès son arrivée en ville par Carcer. Comme l'indique Lou-Tsé, les deux passés existent et c'est à la fois Jean Quille et Samuel Vimaire âgé qui enseignèrent au jeune Sam Vimaire le nécessaire pour éviter de devenir comme ses collègues un policier corrompu et qui menèrent l'émeute.
Devenu capitaine d'un guet de nuit résiduel de trois individus au début de Au Guet !, il fait la rencontre de Dame Sybil Ramkin, descendante de la plus riche famille d'Ankh-Morpork au cours de ses investigations sur le dragon terrorisant la ville. Il l'épouse à la fin du Guet des Orfèvres et leur fils, Samuel junior Vimaire naît, dans des conditions difficiles, à la fin de Ronde de nuit.
Le docteur Gazon, qu'il avait préalablement rencontré dans le passé, fut gratifié d'une forte somme d'argent en remerciement pour avoir sauvé la vie de sa femme et de son enfant et fonde le Lady Sybil Free Hospital (Jeu de nains). La lecture au jeune Sam du livre d'enfant Where's My Cow? est depuis devenue la seule obligation de Samuel Vimaire qui soit prioritaire à la poursuite des criminels de la ville. Il justifie cette priorité par le fait que s'il venait à manquer cette lecture pour une bonne raison, il pourrait aussi le faire pour de mauvaises et conséquemment pourrait aussi bien être amené à utiliser des méthodes policières douteuses pour maintenir l'ordre.

### Guet
Du fait de la politique du patricien Vétérini, qui a légalisé le vol et l'assassinat en confiant la gestion des quotas de crimes et délits autorisés aux guildes des voleurs et des assassins, le guet n'était plus qu'un « appendice inutile, livré à une bande d'incapables, qu'aucune personne sensée n'aurait pu prendre au sérieux » lorsque Carotte Fondeurenfersson se porta volontaire pour y entrer. Du fait de sa forte tendance à dire le fond de sa pensée et le mot de trop en même temps, Samuel Vimaire demeurait, en dépit de ses qualités, capitaine d'un guet de nuit déconsidéré avec pour seuls subordonnés le sergent Frédéric Côlon, le caporal Chicard et Herbert Trousse, mort juste avant les évènements de Au Guet ! pour avoir enfreint une des règles fondamentales du guet de nuit (ne pas courir trop vite vers un acte de délinquance évident). À la suite de Au Guet ! où l'équipe de Vimaire parvient à vaincre le roi dragon et rétablir Havelock Vétérini comme patricien, le guet de nuit reçoit de nouveaux moyens financiers et, de la part de Sybil Ramkin, un nouveau local place de Pseudopolis, le guet des orfèvres (le précédent bâtiment avait été carbonisé).
Samuel Vimaire demeure viscéralement un policier de terrain, croyant en la vertu des rondes et des courses-poursuites, ennuyé par les tâches administratives qui lui incombent depuis la résurrection du guet, les mondanités qu'il doit supporter en tant que commissaire divisionnaire et méfiant à l'égard des indices, bien qu'il ait créé un service de police scientifique confié à Hilare Petitcul. Vimaire conçoit son rôle de policier comme la nécessité de maintenir l'ordre et la paix publique, ce qui peut le conduire à outrepasser ses prérogatives en tentant d'empêcher, dans Va-t-en-guerre, le crime suprême contre la paix publique, la guerre. Vimaire répugne particulièrement à la corruption et à l'utilisation de méthodes policières douteuses, même lorsqu'elles visent un but honorable. Les agents du guet ne doivent qu'appliquer strictement la loi, parfois en la détournant de son sens (en reconstituant le guet dans Va-t-en-guerre sur la base d'une loi autorisant les milices) ou en l'appliquant le plus bêtement possible (par exemple, afin de provoquer des agents tortionnaires dans Ronde de nuit, en arrêtant tous les individus enfreignant le couvre-feu que les agents du guet de nuit avaient l'habitude de laisser partir pour refuser de les livrer aux Innommables sous le motif qu'ils ne signaient pas de reçus).
L'ascension sociale de Samuel Vimaire et le retour en grâce du guet viendra de la redécouverte par Havelock Vétérini, au fil des romans, de cette police qu'il sait utiliser pour défendre ses propres intérêts. Samuel Vimaire étant parfaitement prévisible pour le patricien, celui-ci parvient à le mettre dans la condition mentale nécessaire — celle qui se concrétise notamment par des jurons et un violent coup de poing dans le mur à la sortie du Bureau Oblong — pour que, tout en ayant l'impression de désobéir et d'agir pour sa propre conception de la justice et du respect des lois, Vimaire suive la piste prévue par le patricien et sème la zizanie au sein des coalitions d'intérêts qui lui sera profitable. Vimaire, pourtant hostile par principe à la politique de Vétérini, finit par reconnaître qu'elle est un mal nécessaire qui marche très bien et deviendra, de mauvaise grâce, celui qu'on surnomme « le limier de Vétérini ».
Dans le Guet des orfèvres, le guet de nuit est invité à pratiquer une politique antidiscriminatoire en recrutant un troll, l'agent Détritus, un nain, l'agent Bourricot et une louve-garou, Angua. À l'issue d'une enquête qui le verra déjouer une tentative d'assassinat contre le patricien, il est nommé par Vétérini, à la suite des conseils très appuyés de Carotte, Commissaire divisionnaire et chevalier, titres rétablis pour l'occasion. Il revêt ainsi l'ancienne fonction du vieux "Face-de-Marbre" et fait retourner la famille Vimaire dans l'aristocratie. Carotte était parvenu en outre à obtenir une augmentation des effectifs à 56 agents et la réouvertures d'anciens postes de guet.
À la suite d'une énième tentative d'assassinat déjouée par le guet, dans Pieds d'argile le patricien accordera à Vimaire le droit de conserver le golem Dorfl comme agent du guet, alors que les autorités religieuses exigeaient sa destruction. Le tome verra en outre la naissance de la police scientifique à Ankh-Morpok.
Dans Va-t'en-guerre, Vétérini troque l'acceptation du titre de duc d'Ankh par Vimaire (celui-ci répugnant à l'aristocratie) contre la réhabilitation de la mémoire de « Face-de-marbre » Vimaire et sa statue en haut de la Grand-Rue. En récompense des services de Chicard et Côlon une police de la circulation est créée et leur est confiée. Ils mettront un tel zèle à la tâche que l'Opéra lui-même recevra une amende pour stationnement illicite. Vimaire est enfin nommé ambassadeur d'Ankh-Morpok en Überwald à l'occasion du Cinquième Eléphant.
La nouvelle réputation du guet d'Ankh-Morpork est telle, qu'on apprend dans Ronde de nuit que les polices de nombreuses villes envoient leurs agents se former auprès de lui ou débauchent certains de ses agents nouvellement formés à la fin de leur période d'essai, créant ainsi un réseau de « sammies » (en référence aux bobbies londoniens) solidaires à travers tout le continent.

### Personnalité
La personnalité de Samuel Vimaire est conflictuelle. Animé d'une foi sincère dans une justice immanente et dans l'ordre, profondément attaché aux rues d'Ankh-Morpork qu'il peut identifier à la seule sensation de ses pieds -équipés de chaussures très bon marché- sur le pavé, il n'en est pas moins cynique et persuadé que la nature humaine est corrompue. Descendant d'une aristocratie déchue, lui-même Duc d'Ankh et uni à la plus riche famille de la ville, il méprise ouvertement les autres aristocrates, à l'exception de Sybil, et s'en prend fréquemment aux inégalités sociales de la ville. Il a d'ailleurs inventé une Théorie de l'injustice socio-économique reposant sur les bottes : les pauvres ne peuvent pas investir dans une paire de chaussures de bonne qualité et sont contraints d'enchaîner des achats de chaussures médiocres et vite usées. Finalement, les riches auront dépensé moins d'argent en investissant d'un coup dans des bottes de bonnes qualités que les pauvres dans leurs nombreuses bottes médiocres. Le patricien, dans Pieds d'argile, remarque que Samuel Vimaire, tout en étant une figure d'autorité a conservé un comportement anti-autoritaire, ce qu'il interprète comme une forme de zen.
Samuel Vimaire semble être profondément républicain, de même que son ancêtre "Face-de-marbre" Vimaire, qui est visiblement inspiré d'un personnage historique anglais: Oliver Cromwell, qui a fait décapiter le roi Charles Ier et instaura une éphémère mais tyrannique République. Depuis cette période les Anglais se méfient du concept de République autant que les habitants d'Ankh-Morpork. Cette interprétation donne un certain intérêt aux relations entre Vimaire et le capitaine Carotte : d'un côté, il semble mépriser son statut de roi légitime d'Ankh-Morpork; de l'autre, il l'estime profondément en tant que flic et subordonné.
Vimaire par ailleurs se présente lui-même comme raciste ou espéciste, mais le guet qu'il commande pratique très largement la discrimination positive envers les races non-humaines. Vimaire considère que sous l'uniforme du guet, il ne demeure que des agents et il apprécie d'autant plus ses agents nains, trolls, gnomes, golems et zombies qu'ils provoquent des réactions outrées au sein des autorités aristocratiques et religieuses. Vimaire considère en effet que s'il a le droit d'être raciste quand le racisme du Seigneur Rouille l'irrite, c'est que lui sait que les nains et les trolls sont nuisibles du fait de son travail de policier, quand le Seigneur Rouille n'a que des préjugés. Du reste, dans Pied d'argile, Vimaire indique qu'il n'aime de toute manière pas beaucoup plus les humains eux-mêmes, ce qui le rend plus misanthrope que réellement raciste. La seule race qu'il déclara refuser de son vivant de voir figurer dans le guet demeure les vampires, car quels qu'ils soient, il considère qu'ils chercheront toujours à dominer les autres races (Le Cinquième éléphant). Un premier agent du guet vampirique, Salacia « Sally » von Humpeding, apparaît cependant dans Jeu de nains. Bien qu'il ait été révélé qu'elle espionnait pour le compte du Petit Roi, il n'en tira pas prétexte pour la renvoyer.
En tant que policier, Vimaire est confronté à ce qu'il appelle la Bête, son énergie agressive qu'il utilise lors des combats de rues et qui lui suggère souvent qu'agir contre les lois, par exemple en tuant lui-même un criminel plutôt que de le remettre à la justice, rendrait le monde meilleur et plus juste. Dans L'Art du Disque-monde, Pratchett affirme que sa plaque d'agent du guet, lui sert de talisman contre les tentations de la Bête en le poussant à toujours suivre la stricte voie de la légalité et le respect de ses devoirs de commissaire divisionnaire.
Selon une théorie de Frédéric Côlon, le corps de Vimaire ne parvient pas à générer de lui-même la quantité naturelle d'alcool qui permet à chacun de vivre avec assez d'ébriété pour que la vie soit supportable, ce qui le pousse à compenser. Massivement. Et Ankh-Morpork n'est pas le genre de ville que l'on souhaite voir en étant sobre. Alcoolique dans le premier roman du cycle du guet, Vimaire a cependant du renoncer à la boisson que Sybil n'approuvait pas, fumant désormais le cigare pour compenser.
Samuel Vimaire est le personnage principal dans les tomes Au Guet !, Le Guet des orfèvres, Pieds d'argile, Va-t-en guerre, Le Cinquième Éléphant, Ronde de nuit, Jeu de nains et Coup de tabac. Il apparaît en personnage secondaire dans La Vérité, Le Régiment monstrueux et Déraillé, et en caméo dans Le Dernier Héros, Timbré et Monnayé, ainsi que dans le livre d'image Where's My Cow?. Il est l'un des personnages préférés de Terry Pratchett.